# الحوازم
الحوازم هي قبيلة عربية قحطانية فرده فيها الحازمي يتواجدون الحجاز المدينة المنورة مكة المكرمة الجوف الحدود الشمالية تبوك جنوب سيناء الشام جنوب العراق مقر الرئيسي قبيلة الحوازم الحدود الشمالية السودان.
معلومات القبيلة 
البلد 
- السعودية
- العراق
- سوريا
- الأردن
- البحرين
- الكويت

العريقة= عرب
الديانة= الإسلام
اللغة= اللغة العربية

فروعهم
الحوازمة، والمسيرية الحمر، والمسيرية زروق، والرزيقات، والتعايشة، والحبانية، وبني هلبة، وأولاد حميد، وبني سلام